# Ludwig Kohlfürst
Ludwig Kohlfürst (* 1. Mai 1840 in Graz; † 16. Januar 1929 in Kaplice, Tschechoslowakei) war ein österreichischer Techniker. Er war führender Fachmann und Sachbuchautor auf dem Gebiet des elektrischen Telegraphen-, Signal- und Zugsicherungswesens. 

## Biografie
Kohlfürst wurde als Sohn eines Arztes geboren. Er studierte an der Technischen Hochschule Graz. 1862 wurde er Ing. der Kaiser Ferdinands-Nordbahn, später ebenda Chef des Telegraphenwesens. Er bereiste 1866 Deutschland, die Schweiz, England, Frankreich, Belgien und Italien, um dort die Signal- und Sicherungsanlagen und die elektrischen Telegraphen zu studieren. 
1870 trat er in Prag zur Buschtěhrader Eisenbahn über, wurde dort Oberingenieur und Chef des Telegraphenwesens. Krankheitsbedingt trat er 1886 in den Ruhestand ein. 
Ludwig Kohlfürst war Ehrenmitglied des Elektrotechnischen Vereins Österreichs in Wien, des Deutschen Polytechnischen Vereins in Böhmen, sowie Dr.techn. an der Deutschen Technischen Hochschule in Prag.

## Werke (Auswahl)
- 1881: Handbuch der elektrischen Telegraphie, Springer, Berlin, OCLC 314743790
- 1881: Die elektrischen Wasserstands-Anzeiger für Wasserbau-und Maschinen-Techniker, Wasserleitungs-Ingenieure, Fabrikdirektoren, Industrielle, Springer, Berlin, OCLC 458005100
- 1889: Die Fortentwicklung der elektrischen Eisenbahneinrichtungen, Nachdruck Hansebooks, ISBN 9783743393097,  OCLC 1189377128
- 1893: Die elektrischen Telegraphen und Signalmittel, Nachdruck Hansebooks, ISBN 9783743437821,  OCLC 1189388335
- 1906: Neues auf dem Gebiete der elektrisch selbsttätigen Zugdeckung, Enke, OCLC 249097921